# Régiments de cavalerie français d'Ancien Régime (G)
Cet article présente la liste des régiments de cavalerie français d'Ancien Régime, commençant par la lettre G.

## Régiment de Gamaches cavalerie (1645-1650)
- Régiment de Gamaches cavalerie (1645-1650) 

Ce régiment allemand est levé, le 29 mars 1645, par Nicolas Joachim Rouhault, marquis de Gamaches. Il combat en Allemagne, et est présent à la bataille de Nordlingen, et aux prises d'Heillbronn et de Trêves. Passé en Flandre, il participe à la prise de Dunkerque en 1646, à la prise de La Bassée en 1647, à la bataille de Lens, aux prises d'Ypres et de Furnes en 1648. Le régiment est licencié en Flandre à la fin de la campagne de 1650.

## Régiment de Gamaches cavalerie (1675-1696)
- Régiment de Gamaches cavalerie (1675-1696)

C'est l'ancien régiment de Cayeux cavalerie, qui devient le « régiment de Gamaches cavalerie » après avoir été donné, en 1675, au marquis de Gamaches. Cette année  là, il participe au sièges de Dinant et de Limbourg puis aux sièges de Condé et de Bouchain en 1676. Réformé 8 août 1679 il est incorporé dans le régiment Langallerie cavalerie. Rétabli 15 janvier 1684 sous le nom de « régiment de Gamaches cavalerie » et il est réformé de nouveau le 26 septembre 1684, et la compagnie mestre de camp est versée dans le régiment Saint-Sylvestre cavalerie. Le régiment est rétabli le 20 août 1688 et envoyé en  Allemagne jusqu'en 1696. Il prend le nom de régiment de La Ferronays après avoir été donné, au marquis de La Ferronays.

## Régiment de Gandelus cavalerie
- Régiment de Gandelus cavalerie

C'est l'ancien régiment de Gesvres cavalerie qui prend le nom de « régiment de Gandelus cavalerie » après avoir été donné, le 16 septembre 1726, à Louis Potier de Gesvres, marquis de Gandelus. Le régiment prend le nom de régiment de Tresmes cavalerie (1729-1740) après avoir été donné, en avril 1729, au duc de Tresmes.

## Régiment de Gange dragons
- Régiment de Gange dragons réformé le 10 décembre 1698[1]

## Chevau-légers de la Garde
- Chevau-légers de la Garde

## Gendarmes de la Garde
- Gendarmes de la Garde

## Mousquetiers de la Garde
- Mousquetiers de la Garde

## Régiment de Gassion cavalerie
- Régiment de Gassion cavalerie 

Ce régiment allemand est donné en 1630 par Gustave-Adolphe, roi de Suède, à Jean, comte de Gassion. Il est admis le 16 mai 1635 à la solde du royaume de France, sur le pied de 14 compagnies de chevau-légers et 2 compagnies de dragons. Engagé dans la guerre franco-espagnole, il est affecté à l'armée de Lorraine en 1635 et participe à la prise de Charmes et de Neufchâteau en 1635, puis il passe en Bourgogne en 1636 et se trouve au siège de Dole. Il rejoint la Flandre et participe aux sièges de Landrecies et de La Capelle en 1637, au siège de Saint-Omer en 1638, au siège d'Hesdin en 1639 et à la répression des troubles de la Normandie, puis il rejoint l'armée de Picardie en 1640. En 1641, le régiment reçoit l'incorporation du régiment d'Haudicourt-étranger cavalerie, il est mis sur le pied français et fourni 6 compagnies françaises pour former le régiment d'Alais cavalerie. Cette même année il participe au siège d'Aire. Le 10 décembre 1641, il prend le titre de régiment Mestre de camp général cavalerie, après la nomination de Jean de Gassion en tant Mestre de camp général de la cavalerie légère. Il reprend le nom de « régiment de Gassion cavalerie » le 30 mai 1646 et participe aux sièges de Courtrai  et de Mardyck en 1646 et au siège de Lens en 1647 durant lequel Jean de Gassion est tué. Le régiment prend alors le nom de  régiment de La Villette cavalerie (1647-1660) après avoir été donné le 28 août 1647 à Pierre-Guillaume de La Villette, son lieutenant-colonel.

## Régiment de Genlis cavalerie
- Régiment de Genlis cavalerie

C'est l'ancien régiment de La Ferté-Imbaut cavalerie, qui est renommé « régiment de Genlis cavalerie » après avoir été donné 27 mai 1651, à Florimond Bruslard, marquis de Genlis. Durant la Fronde, le régiment engagé dans les troupes royales, commandées par le vicomte de Turenne, se trouve aux batailles de Bléneau, d'Étampes et du faubourg Saint-Antoine en 1652 puis il passe en Champagne et participe au siège de Sainte-Menehould en 1653. Donné le 3 décembre 1652, à René Bruslard, marquis de Genlis, oncle du précédent le régiment assiste aux prises de Stenay et du Quesnoy, au secours d'Arras en 1654, aux sièges de Landrecies, de Condé et de Saint-Ghislain en 1655, au siège de Valenciennes en 1656, à la prise de Cambrai et de Saint-Venant en 1657, à la bataille des Dunes, aux prises de Dunkerque, de Bergues et de Dixmude en 1658. Licencié en Flandre le 18 avril 1661 la compagnie du mestre de camp est conservée sur pied. Dans le cadre de la guerre de Dévolution, le régiment est rétabli le 5 décembre 1665 et se trouve aux sièges de Tournai, de Douai et de Lille en 1667. Le régiment est de nouveau licencié le 24 mai 1668 à l'exception de la compagnie du mestre de camp qui est maintenue sur pied et qui devient le 19 décembre 1669, la compagnie des « Gendarmes d'Anjou » devenu ensuite les « Gendarmes de Monsieur ».

## Régiment de Gesvres cavalerie (1638-1661)
- Régiment de Gesvres cavalerie (1638-1661)

Ce régiment est formé le 24 janvier 1638 par Louis François Potier marquis de Gesvres. Engagé dans la guerre de Trente Ans il se trouve au combat de la Bidassoa et au siège de Fontarabie en 1638. Le régiment rejoint la Flandre et participe au siège d'Hesdin en 1639, puis il passe en Picardie en 1640 et assiste aux prises d'Aire, de La Bassée et de Bapaume en 1641, à la défense de La Bassée en 1642. Passé en Lorraine, il assiste au siège de Thionville, où le mestre de camp, Louis François Potier marquis de Gesvres est tué en 1643. Remplacé le 10 août, par son frère, François Potier, marquis de Gandelu, qui prend le nom de marquis de Gesvres, le régiment participe à la prise de Sierk et rejoint la Flandre, et participe aux prises de La Capelle et de Gravelines en 1644, aux prises de Cassel, de Mardyck, de Lencke, de Bourbourg, de Menin, d'Armentières, de Béthune, de Lillers, et de Saint-Venant, en 1645. Il prend ses quartiers d'hiver à Amiens et est dirigé en Catalogne en 1646, où il se trouve au siège de Lérida durant lequel le mestre de camp, François Potier, est tué. Il est remplacé, le 17 juin, par Antoine de Choiseul-Stainville, comte de Couvonges, qui y incorpore le régiment de Couvronges cavalerie, un régiment qu'il possédait déjà ainsi que le régiment de Sully cavalerie. Le comte de Couvonges ayant été tué au siège de Lérida également en 1646, le régiment est donné à Léon Potier duc de Gesvres, neveu des précédents mestres de camp, qui y incorpore également le régiment de Gesvres cavalerie (1645-1646), un régiment qu'il possédait déjà. Envoyé en Flandre, il se trouve aux sièges de Dixmude, de La Bassée et de Lens en 1647, aux sièges d'Ypres et de Furnes en 1648, au blocus de Paris, au combat de Charenton, aux sièges de Cambrai et de Condé en 1649, au secours de Guise et à la bataille de Rethel en 1650, et au secours de Dunkerque en 1652. Envoyé en Champagne il participe aux prises de Vervins, de Mouzon  et de Sainte-Menehould en 1653, au combat de Stenay, au secours d'Arras et à la prise du Quesnoy en 1654, aux prises de Landrecies, de Condé et de Saint-Ghislain en 1655, aux sièges de Valenciennes et de La Capelle en 1656, au secours d'Ardres, et aux prises de Saint-Venant, de La Mothe-aux-Bois et de Mardyck en 1657, à la bataille des Dunes et aux sièges de Dunkerque, de Bergues et de Dixmude en 1658. Il est licencié en Flandre le 18 avril 1661.

## Régiment de Gesvres cavalerie (1645-1646)
- Régiment de Gesvres cavalerie (1645-1646)

C'est l'ancien régiment de Bourry cavalerie, qui est renommé « régiment de Gesvres cavalerie » après avoir été donné le 30 septembre 1645 à Léon Potier, duc de Gesvres. Dans le cadre de la guerre de Trente Ans il est envoyé en Flandre française et participe aux sièges de Courtrai, de Bergues et de Dunkerque en 1646. Il est incorporé à la fin de la campagne dans le régiment de Gesvres cavalerie (1638-1661), un autre régiment appartenant au duc de Gesvres.

## Régiment de Gesvres cavalerie (1709-1726)
- Régiment de Gesvres cavalerie (1709-1726)

C'est l'ancien régiment de Desmarets cavalerie qui prend le nom de « régiment de Gesvres cavalerie » après avoir été donné, en décembre 1709, à François Joachim Potier, marquis de Gesvres. Le régiment combat dans le cadre de la guerre de Succession d'Espagne et lors de la guerre de la Quadruple-Alliance il se trouve en Espagne en 1719. Il prend le nom de régiment de Gandelus cavalerie après avoir été donné, le 16 septembre 1726, à Louis Potier de Gesvres, marquis de Gandelus frère du précédent, marquis de Gandelus.

## Régiment des chasseurs du Gévaudan
- Régiment des chasseurs du Gévaudan

## Régiment de Givaudan dragons
- Régiment de Givaudan dragons[4]

## Régiment de Goësbriant dragons
- Régiment de Goësbriant dragons 

Ce régiment allemand est levé, le 20 mars 1640, par Jean-Baptiste Budes, comte de Goesbriant dans le cadre de la guerre de Trente Ans. Engagé en Allemagne, il se trouve à la Combat de Wolfenbüttel en 1641, à la prise d'Ordingen, à la bataille de Kampen (en) en 1642, au siège de Rhothweil en 1643 durant lequel le mestre de camp y est tué. Il prend le nom de régiment de Tracy dragons après avoir été donné, 28 mai 1644, à Alexandre de Prouville, marquis de Tracy.

## Régiment de Goësbriant cavalerie
- Régiment de Goësbriant cavalerie  

C'est l'ancien régiment de Muller cavalerie, qui est renommé « régiment de Goësbriant cavalerie » le 17 octobre 1641, après avoir été donné à Jean-Baptiste Budes, comte de Goësbriant. Engagé dans la guerre de Trente Ans, le régiment se trouve à la prise d'Ordingen et à la bataille de Kampen (en) en 1642, au siège de Thionville en 1643, puis au siège de Rothweil, durant lequel Goësbriant y est tué. Le régiment prend alors le nom de régiment de Rosen nouveau après avoir été donné à Jean de Rosen, le colonel ayant déjà un autre régiment de son nom (régiment de Rosen ancien).

## Régiment de Gohas cavalerie
- Régiment de Gohas cavalerie

Le régiment, aussi connu sous le nom de « régiment d'Armagnac cavalerie », est levé le 12 mars 1652, par Louis de Biran d'Armagnac, comte de Gohas. Il combat en Champagne en 1653 puis en Picardie en 1656. Il prend le nom de régiment de La Valette cavalerie après avoir été donné le 18 mai 1656 à Louis Félix de Nogaret marquis de La Valette.

## Régiment de Gonzagues cavalerie
- Régiment de Gonzagues cavalerie

C'est l'ancien régiment de Bougy cavalerie, qui prend le nom de « régiment de Gonzagues cavalerie » après avoir été donné après avoir été donné le 22 mai 1657, au marquis de Gonzagues. Le régiment est licencié en Catalogne la même année.

## Régiment de Gouffier d'Heilly cavalerie
- Régiment de Gouffier d'Heilly cavalerie

C'est l'ancien régiment de Châlons cavalerie qui prend le nom de « régiment de Gouffier d'Heilly cavalerie » après avoir été donné, le 24 février 1693, à Charles-Antoine, marquis de Gouffier d'Heilly. Dans le cadre de la guerre de la Ligue d'Augsbourg, le régiment reste sur le Rhin jusqu'à la paix de Ryswick. Il prend le nom de régiment d'Egmont cavalerie après avoir été donné, en 1699, au comte d'Egmont.

## Régiment de Gramont cavalerie
- Régiment de Gramont cavalerie

C'est l'ancien régiment de Guiche cavalerie, qui est renommé « régiment de Gramont cavalerie » le 4 octobre 1645, après que le comte de Guiche ait pris le titre de  duc de Gramont. Engagé dans la guerre de Trente Ans, le régiment se trouve en Flandre de 1646 à 1648, et participe à la bataille de Lens en 1648, au blocus de Paris en 1649, retourne en Flandre et est envoyé au secours de Mouzon et de Rethel en 1650. En 1651, il repasse en Flandre et rejoint la Guyenne puis il passe en Lorraine en 1654, participe à la prise de Clermont-en-Argonne et secours d'Arras en 1654, au siège de Landrecies en 1655, au siège de Valenciennes en 1656, il passe en Flandre en 1657, assiste à la bataille des Dunes en 1658. Dans ses mémoires, Roger de Bussy-Rabutin témoigne que c'était un des plus braves régiments qu'il ait vus. Le régiment est licencié le 18 avril 1661.

## Régiment de Grancey cavalerie (1642-1645)
Régiment de Grancey cavalerie (1642-1645)
Le régiment est levé le 27 janvier 1642, par Jacques, comte de Grancey dans le cadre de la guerre franco-espagnole. Affecté à l'armée de Lorraine, il passe en Picardie, et participe à la bataille de Rocroi, aux sièges d'Émery, de Barlemont, de Maubeuge, de Thionville, et de Sierk en 1643. Passé en Flandre, il se trouve au siège de Gravelines en 1644. Il prend le nom de régiment de Beaujeu cavalerie après avoir été donné, le 22 février 1645, à Claude-Paul de Villiers, comte de Beaujeu.
Régiment de Grancey cavalerie (1642-1645)
C'est l'ancien régiment de Chamboy cavalerie, qui est renommé « régiment de Grancey cavalerie » après avoir été rétabli, le 13 février 1650, avec les 5 mêmes compagnies, par Jacques, comte de Grancey dans le cadre de la guerre franco-espagnole. Il sert en Normandie et reprend le nom de régiment de Chamboy cavalerie après avoir été rendu à N. de Chamboy à la fin de 1650.

## Régiment de Granpré cavalerie (1648-1650)
Régiment de Granpré cavalerie (1648-1650)
Le régiment est levé le 9 juillet 1648, par Charles François de Joyeuse, comte de Grandpré. Engagé dans la guerre franco-espagnole, il est envoyé en Flandre, et se trouve à la prise de Furnes. Cassé 20 janvier 1650, pour rébellion du mestre de camp, le régiment est rétabli 26 février, par Jean-Armand de Joyeuse, chevalier de Grandpré, frère du précédent, qui prend le nom de comte de Joyeuse, et le régiment devient le régiment de Joyeuse cavalerie

## Régiment de Granpré cavalerie (1652-1667)
Régiment de Granpré cavalerie (1652-1667)
Le régiment est levé le 18 août 1652, par Charles François de Joyeuse, comte de Grandpré. Engagé dans la guerre franco-espagnole, il combat en Champagne et est licencié le 18 avril 1661, après le traité des Pyrénées, sauf la compagnie de mestre de camp. Rétabli le 7 décembre 1665, il participe durant la guerre de Dévolution aux sièges de plusieurs villes de Flandre en 1667. Il prend le nom de régiment de Saint-Loup cavalerie après avoir été donné au lieutenant-colonel de Saint-Loup le 18 décembre 1667.

## Régiment de Gritti cavalerie
- Régiment de Gritti cavalerie 

Ce régiment italien est levé le 6 mars 1644 par N. Gritti pour participer à la guerre de Trente Ans. Envoyé en Allemagne, il se trouve à la bataille de Fribourg et à la prise de Philisbourg en 1644. Il prend le nom de régiment de Bentivoglio cavalerie après avoir été donné, le 30 mai 1645, à Cornelio, marquis Bentivoglio.

## Régiment de Guiche cavalerie
- Régiment de Guiche cavalerie

Le régiment est formé, le 16 mai 1635, par Antoine de Gramont, comte de Guiche dans le cadre de la guerre de Trente Ans. Envoyé sur le Rhin, il est cassé 30 juillet 1636. Rétabli le 24 janvier 1638, il est envoyé en Flandre, et participe au siège de Saint-Omer. Il se trouve en Flandre et sur la Meuse en 1639, rejoint la Picardie en 1640, et se trouve à la prise d'Arras, au combat de Bapaume en 1640, au siège de Bapaume en 1641, à la bataille de Rocroi et à la prise de Thionville en 1643. Il passe en Allemagne en 1644, et assiste à la bataille de Fribourg en 1644 et à la bataille de Nordlingen en 1645. Le régiment prend le nom de régiment de Gramont cavalerie après que le comte de Guiche ait pris le titre de duc de Gramont, le 4 octobre 1645.

## Chevau-légers de Guise
- Chevau-légers de Guise

## Régiment de Guise cavalerie
- Régiment de Guise cavalerie

C'est l'ancien régiment de Bissy cavalerie, qui est renommé « régiment de Guise cavalerie » après avoir été donné à Louis, duc de Guise à la fin de l'année 1667. Engagé dans la guerre de Dévolution, il participe à la conquête de la Franche-Comté en 1668 puis il est licencié le 24 mai 1668, après le traité d'Aix-la-Chapelle, à l'exception de la compagnie qu'avait conservée le marquis de Bissy, et qui figure dans la liste du 26 février 1670. Cette compagnie a probablement servi de noyau à l'un des régiments créé le 9 août 1671, mais elle avait sans doute changé de propriétaire, et il est impossible de la suivre.

## Régiment des chasseurs de Guyenne
- Régiment des chasseurs de Guyenne, (ancien Volontaires de Flandre)